# Regelacija
Regelácija (latinsko regelare – ohladiti) je pojav taljenja pod tlakom in ponovno zmrzovanje pri zmanjšanem ali ničnem tlaku. Regelacijo je moč prikazati s kocko ledu, okoli katere se ovije tanka žica in nanjo obesi težka utež. Tlak ki se pojavi pod žico krajevno tali led in dovoljuje žici, da se giba skoci celotno klado. Za žico odtaljeni led ponovno zamrzne in na koncu kocka ostane cela, čeprav je žica šla skozi. Poskus se lahko izvede pri temperaturah nižjih od -10 °C. Pri tem igrata vlogo tudi segrevanje žice zaradi tlaka in mehanska napetost.
Pri žici s premerom 1 mm in kocki s stranico 50 mm je površina na katero deluje sila 50 mm2. To je 50 · 10-6 m2. Sila F je enaka produktu tlaka p in površine S:
{\displaystyle F=pS\!\,.}
Če je za taljenje ledu potreben tlak 50 MP, je potrebna sila enaka:
{\displaystyle F=50\cdot 10^{6}\cdot 50\cdot 10^{-6}=2500\ {\hbox{N}}\!\,,}
kar ustreza masi 250 kg.
Regelacijo je odkril Michael Faraday, med prvimi pa jo je raziskoval John Tyndall (1871), njegov naslednik na Kraljevi ustanovi. Pojavlja se le za snovi, kot je na primer led, ki se pri strjevanju razširjajo, za tališča snovi, ki se pri povečanem zunanjem tlaku znižajo. Tališče ledu za vsak povečan tlak 1 bara pade za 0,0072 °C. Da se led stali pri -4 °C, je potreben tlak 500 barov.

## Zgleda regelacije
- pri ledeniku lahko na njegovo spodnjo površino delujejo veliki tlaki, ki znižujejo tališče ledu. Taljenje ledu ledeniške osnove dovoljuje  ledeniku da se premika navzdol. Kapljevinska voda lahko odteka z ledeniške osnove, ko je temperatura zraka nad lediščem.
- pri sneženi kepi povišan tlak tali led. Ko se tlak zmanjša, voda ponovno zmrzne, tako da kepa postane bolj zbita in trda.